# The New Breed (Jeff-Parker-Album)
The New Breed (deutsch Die neue Auslese oder Die neue Sorte) ist ein Fusionalbum von Jeff Parker. Die von Februar bis Dezember 2015 in Santa Monica, Kalifornien entstandenen Aufnahmen erschienen am 24. Juni 2016 auf International Anthem Recording Company.

## Hintergrund
Im Verlauf von Makaya McCravens In the Moment-Sessions 2013 und 2014 zog der Gitarrist Jeff Parker von Chicago in sein neues Zuhause in Los Angeles. In den folgenden Jahren setzte er die Beschäftigung mit einigen Heimaufnahmen und Beat-Projekten fort, die sich jahrelang auf seiner Festplatte befunden hatten (frühe Versionen von einigen waren Ende der 2000er-Jahre auf seiner Myspace-Seite zu hören).  Bis Anfang 2015 hatte Parker mehrere kompositorische Ideen rund um seine Samples verfeinert und seinen Freund Paul Bryan (der mit Aimee Mann und Meshell Ndegeocello gespielt hatte) angeworben, um Bassgitarre in Sessions mit dem ebenfalls aus Chicago zugewanderten Saxophonisten Josh Johnson zu spielen; hinzu kam der Schlagzeuger Jamire Williams. Die resultierenden Aufnahmen enthalten komponierte Passagen ebenso wie freies Spiel, für das Parker Beats und Sample-Suiten als Improvisationskriterium verwendete. Dem letzten Stück wurde noch Gesang seiner Tochter Ruby Parker hinzugefügt („Cliche“). Der Song enthält die Worte: „he said me the end is coming / I responded that is a cliché.“
Nach der Fertigstellung von sieben Stücken mit der Band nannte Parker das Projekt The New Breed (nach einem Bekleidungsgeschäft, das sein verstorbener Vater Ernie in den 1970er-Jahren führte); sein Vater ist auch auf dem Albumcover zu sehen. Er beendete das Album, indem er die Reihenfolge der Stücke festlegte und sie mit intermittierenden Aufnahmen aus seinem Archiv verband. Das einzige Cover des Albums ist „Visions“, ein Stück des Vibraphonisten Bobby Hutcherson, das Ende der 1960er-Jahre für Blue Note Records entstand.
Mit Suite for Max Brown (International Anthem, 2020) setzten Jeff Parker & The New Breed ihre gemeinsame Arbeit fort.

## Titelliste

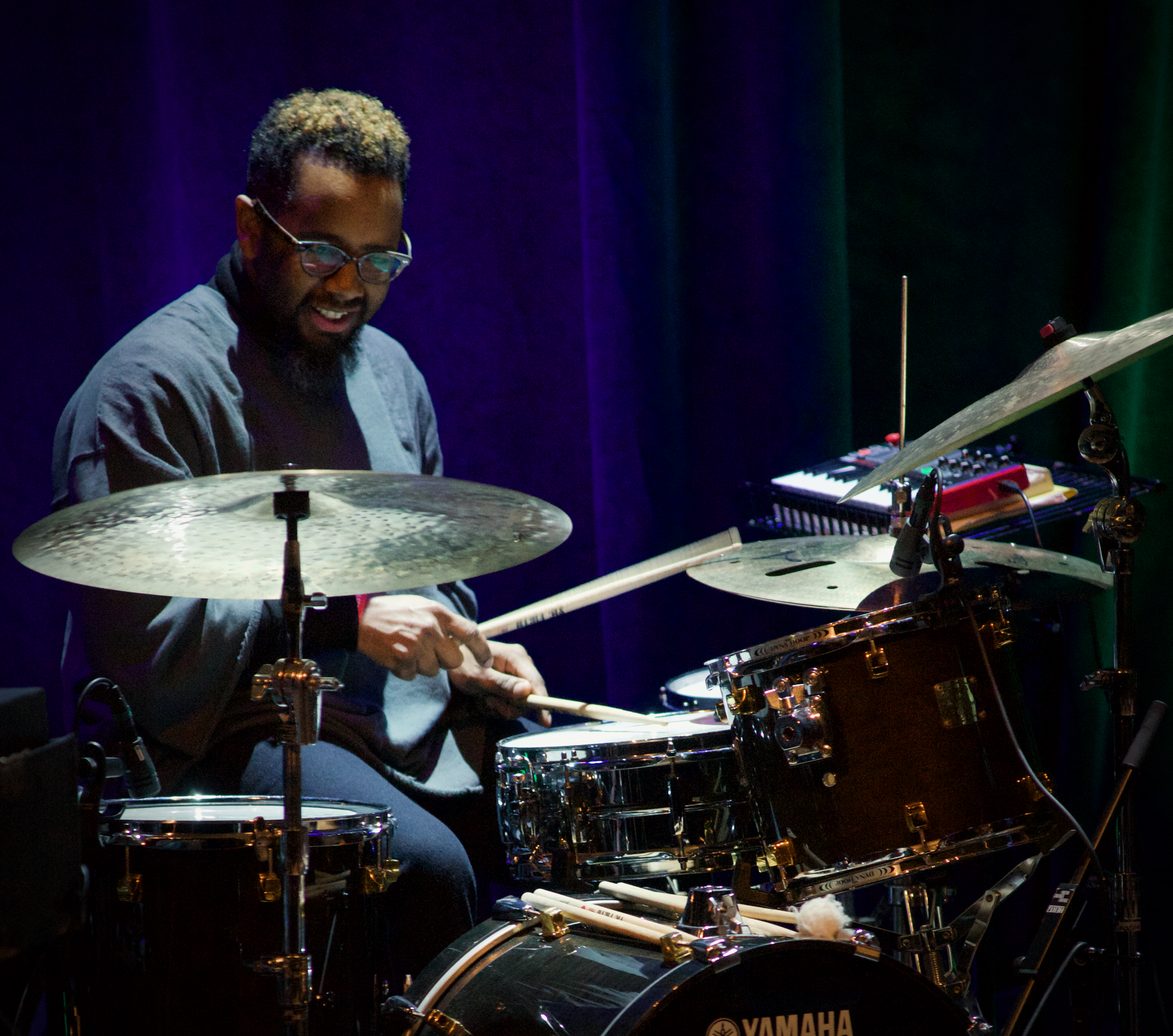
Jamire Williams mit dem Jeff Parker Quartet beim Transition Festival (TivoliVredenburg Utrecht, 2017)

- Jeff Parker – The New Breed (International Anthem Recording Company IARC 0009)[3]

1. Executive Life 7:38
2. Para Ha Tay 0:49
3. Here Comes Ezra 3:01
4. Visions (Bobby Hutcherson) 4:21
5. Jrifted 7:45
6. How Fun It Is to Year Whip 4:39
7. Get Dressed 3:48
8. Cliche 4:09

Wenn nicht anders vermerkt, stammen die Kompositionen von Jeff Parker.

## Rezeption
Als Jeff Parker 2016 The New Breed veröffentlichte, habe es reichlich Lob seitens „professioneller Jazz-Wertschätzer“ gegeben, schrieb Frank Sawatzki (Musikexpress). Auch das Chicagoer Label International Anthem hätte für viele noch nicht auf der Liste der wichtigen neuen Austragungsorte für das „Beyond“ im Jazz gestanden. Auf dem Album hätte Jeff Parker seine Musik in einen weiter gefassten elektronischen Kontext gestellt und sich als eine Art „Mad Beats Professor in Produzenten-Sphären“ erprobt.

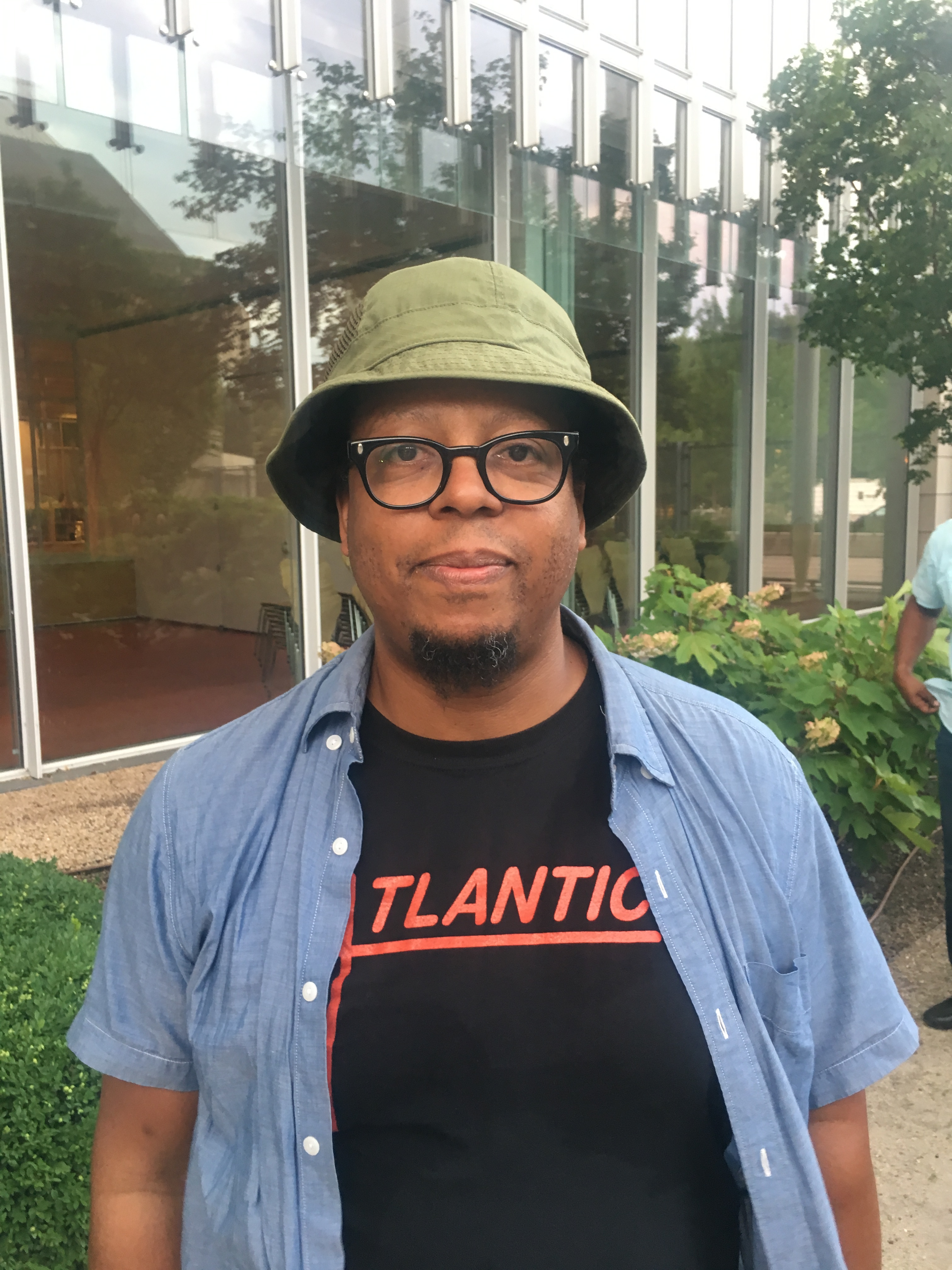
Jeff Parker (2018)

Paul Simpson verlieh dem Album in Allmusic vier Sterne und schrieb, Parker habe schon zuvor mit Samples, Loops und Hip-Hop-Produktionen experimentiert, aber er hätte diese Techniken zuvor noch nicht wirklich in seiner eigenen Musik erforscht. Auf The New Breed würde Parker Improvisationen um wackelige Loops bauen, die von kratzigen alten Schallplatten stammen, und nicke dabei Underground-Hip-Hop-Produzenten wie J Dilla zu, versuche aber nie, dessen Stil zu replizieren. Das Album konzentriere sich immer noch klar auf Parkers Gitarrenspiel, das frei und spontan, aber streng kontrolliert und experimentell klinge, ohne herausfordernd zu sein, und dennoch einfach zu hören sei, ohne auch nur annähernd nach „Smooth Jazz“ zu klingen. The New Breed sei ein warm und einladend klingendes Album der Reflexion und Inspiration, bei dem Parker neue Techniken mühelos an seinen charakteristischen Stil anpasse.
Nach Ansicht von Jakob Baekgaard, der das Album in All About Jazz rezensierte, ist The New Breed eine Art organische Beatmusik, nicht unähnlich den Klängen auf McCravens Album In the Moment. Bemerkenswert sei, wie nahtlos Parker die elektronischen und akustischen Elemente integriert. Er spiele nicht nur auf dem Beat, er dehne ihn aus und improvisiere darum herum, und ein Track wie „Jrifted“ sei die Definition von entspannter Coolness mit Saxophonlinien, eingängigen Gitarrenriffs und einem wundersamen Beat-Epilog mit Streichern. Parkers Ansatz klinge zeitgemäß und frisch, ohne die Tradition aus den Augen zu verlieren. Wenn diese Musik die neue Generation darstelle, gebe es wirklich Grund zur Freude.
Nate Chinen schrieb in JazzTimes, das Ergebnis sei eine Art Hip-Hop-Instrumentalalbum, das an einen Produzenten erinnert, der 1970er-Soul-Jazz sample, aber mit einer Live-Band, die die Samples spiele und dabei eine Boom-bap-Idee im Hinterkopf behalte. Es sei auffallend, wie nahtlos sich alles zusammenfüge. „Here Comes Ezra“ habe eine klingende, cool-schräge Gitarrenlinie über einem synthetischen Beat: Es sei der Track, der am meisten an Tortoise erinnert und als Erinnerung daran diene, wie viel Parker zur klanglichen Identität dieser Band beigetragen habe.
John Garratt (Pop Matters) meinte, Parker und seine Musiker seien alle zur Stelle, um den souligen 70er-Sound auf Tracks wie „Jrifted“ und „Get Dressed“ neu zu erschaffen. Parkers Tochter Ruby Parker singt eine knifflige Melodie auf dem ausgesprochen unklischeehaften „Cliche“. Abgesehen davon würde der Opener „Executive Life“ wie ein eigenständiges Mini-Album anmuten, das in weniger als acht Minuten eine große Anzahl von Takten, Wechseln und Stimmungen enthalte.